# Hans M. Heybroek
Hans M. Heybroek (o Heijbroek) ( 1927 ) es un botánico, y genetista neerlandés, conocido por sus estudios en el género Ulmus, en el "Instituto de Investigaciones de Dorschkamp de Forestales & Planificación Ambiental", en Wageningen. Hasta su retiro en 1992, fue responsable por la cría y liberación de numerosos híbridos de cultivares de olmo, notablemente del 'Columella'. Especializado en fitopatología, Heybroek también investigó el hongo de mancha coral Nectria cinnabarina en olmos.
En 1960, arribó a Nueva Delhi, explorando Cachemira buscando una forma resistente a las heladas en el olmo del Himalaya Ulmus wallichiana como fuente de genes antihongos, para su uso en el Programa de Investigación neerlandés.

## Algunas publicaciones
- 1966. Aims and criteria in elm breeding in the Netherlands. En H. Gerhold et al., eds. Breeding pest-resistant trees, pp. 387-389. Pergammon Press, Oxford
- -------, b.r. Stephan, kim von Weissenberg. 1980. Resistance to diseases and pests in forest trees. Proceedings of the third International Workshop on the Genetics of Host-Parasite Interactions in Forestry : Wageningen, the Netherlands, 14-21 de septiembre de 1980. 503 pp. ISBN 9022007944
- 2009. Iep of olm, karakterboom van de Lage Landen (:Olmo, un árbol con carácter de los Países Bajos), (con Goudzwaard, L, Kaljee, H.) . KNNV, Uitgeverij. ISBN 9709050112819
- 1990. Dutch elm disease: the early papers : selected works of seven Dutch women phytopathologists. Phytopathological classics. 154 pp. ISBN 0890541108
- 1993. The Dutch elm breeding program (Dutch Elm Disease Research. Cap. 3, en Sticklen & Sherald, Eds. Springer Verlag, New York, USA
- 1971. Elms of the Himalaya (coautor R. Melville). Kew Bulletin Vol. 26 (1), Londres
- 1983. Resistant Elms for Europe. En Burdekin, D. A. (Ed.) Research on Dutch elm disease in Europe. For. Comm. Bull. 60 : 108 - 113

## Honores

### Eponimia
- (Asteraceae) Taraxacum heybroekii Soest[1]
- La abreviatura «Heybroek» se emplea para indicar a Hans M. Heybroek como autoridad en la descripción y clasificación científica de los vegetales.[2]